# Listă de filme italiene din 1915
Aceasta este o listă de filme italiene din 1915:

## Lista
| Titlu                                     | Regizor                                  | Actori | Gen       | Note                             |
| ----------------------------------------- | ---------------------------------------- | --- | --------- | -------------------------------- |
| A San Francisco                           |                                          | |           |                                  |
| A Trieste - vincere o morire!             |                                          | |           |                                  |
| L' Acrobata mascherato                    |                                          | |           |                                  |
| Addio mia bella adio... L'armata se ne va |                                          | |           |                                  |
| Assunta Spina                             | Gustavo Serena                           | Francesca Bertini, Gustavo Serena, Carlo Benetti, Luciano Albertini, Amelia Cipriani, Antonio Cruichi, Alberto Collo | Drama     | Refacere în 1949 cu Anna Magnani |
| Filibus                                   | Mario Roncoroni                          | Cristina Ruspoli, Giovanni Spano, Mario Mariani, Filippo Vallino                                                     | Adventure |                                  |
| Maciste                                   | Luigi Romano Borgnetto, Vincenzo Denizot | |           |                                  |
| Senza colpa!                              | Carmine Gallone                          | |           |                                  |
| Sotto le tombe                            | Carmine Gallone                          | |           |                                  |
| Titanic                                   | Pier Angelo Mazzolotti                   | Mario Bonnard, Giovanni Casaleggio                                                                                   |           |                                  |